# Robin Törnqvist
Robin Törnqvist (ur. 12 stycznia 1987 w Hagfors) – szwedzki żużlowiec.
Czterokrotny medalista indywidualnych mistrzostw Szwecji młodzików: srebrny (2000) oraz trzykrotnie brązowy (2001, 2002, 2003). Dwukrotny finalista młodzieżowych indywidualnych mistrzostw Szwecji (2006 – V miejsce, 2007 – IX miejsce). Finalista indywidualnych mistrzostw Szwecji (Målilla 2010 – XIV miejsce). Srebrny medalista drużynowych mistrzostw Szwecji (2008). Srebrny medalista drużynowych mistrzostw Polski (2007).
Reprezentant Szwecji na arenie międzynarodowej. Finalista indywidualnych mistrzostw Europy juniorów (Mšeno 2005 – XV miejsce. Półfinalista drużynowych mistrzostw świata juniorów (Debreczyn 2007 – III miejsce).
W lidze szwedzkiej reprezentował barwy klubów: Team Hagfors (2004, 2008–2010), Valsarna Hagfors (2004–2005, 2006–2010), Luxo Stars Malilla (2006–2006), Dackarna Malilla (2007), Elit Vetlanda (2008, 2011), Solkatterna Karlstad (2010), Griparna Nykoping (2011) oraz Tigrarna Eskilstuna (2011), w brytyjskiej – Glasgow Tigers (2009), natomiast w polskiej – Unibax Toruń (2007) oraz Kolejarz Rawicz (2010).